# Кубок Естонії з футболу 2025—2026
Кубок Естонії з футболу 2025—2026 — 36-й розіграш кубкового футбольного турніру в Естонії. Титул захищає Нимме Калью.

## Календар
| Раунд        | Дата                       | Матчі | Клуби   |
| ------------ | -------------------------- | ----- | ------- |
| Перший раунд | 10 червня – 17 липня 2025  | 11    | 71 → 60 |
| 1/32 фіналу  | 2 липня – 13 серпня 2025   | 28    | 60 → 32 |
| 1/16 фіналу  | 12 серпня – 3 вересня 2025 | 13    | 32 → 16 |
| 1/8 фіналу   |                            | 8     | 16 → 8  |
| 1/4 фіналу   |                            | 4     | 8 → 4   |
| 1/2 фіналу   |                            | 2     | 4 → 2   |
| Фінал        |                            | 1     | 2 → 1   |

## 1/16 фіналу
| Команда 1           | Рахунок | Команда 2           |
| ------------------- | ------- | ------------------- |
| 12 серпня 2025      |         |                     |
| Флора U19           | 1–8     | Таммека             |
| 13 серпня 2025      |         |                     |
| Курессааре          | 1–2     | Пайде               |
| Йихві               | 1–6     | Нимме Калью         |
| 19 серпня 2025      |         |                     |
| Вапрус              | 9–0     | Кейла               |
| 20 серпня 2025      |         |                     |
| Флора               | 14–0    | Тарту Тім Гелм      |
| Елва                | 3–2     | Таллінна Смсраха    |
| Раасіку Джокер      | 1–4     | Нимме Юнайтед       |
| 27 серпня 2025      |         |                     |
| Посейдон (Пярну)    | –       | Калев (Таллінн) U21 |
| Рае Спордікоол      | –       | Таллінн             |
| Табасалу Уласабат   | –       | Хар'ю (Лаагрі)      |
| 3 вересня 2025      |         |                     |
| Калев (Таллінн) III | –       | Калев (Таллінн)     |
| Віймсі              | –       | Таллінна Тампер     |
| Запоос              | –       | Саку Спортінг       |